# Getulio Alviani
Getulio Alviani (né le 5 septembre 1939 à Udine et mort le 24 février 2018 à Milan) est un peintre italien contemporain.
Il est considéré comme étant un artiste cinétique important.

## Biographie
Depuis son enfance, Getulio Alviani montre un intérêt pour le graphisme et le dessin géométrique. Inscrit au lycée d'art de Venise, ses premiers dessins ont été les fili della luce (fils de la lumière), réalisés dès l'enfance et inspirés les câbles qui véhiculent l'énergie électrique. Puis, il se fascine pour quelques tôles d'aluminium anodisées trouvées dans un atelier dans lequel il travaillait. Après les avoir moulées et polies naquirent les superfici a testura vibratile (superficies à texture vibratile), qu'il présente à l'exposition Nove Tendencije de Zagreb. Getulio Alviani entre en contact avec des artistes tels que Gerhard Richter, Alberto Biasi, Julio Le Parc, François Morellet et Enrico Castellani, en participant aux travaux du GRAV (Groupe de recherche d'art visuel) à Paris.
En fréquentant les milieux artistiques milanais, il tisse des liens d'amitié avec Piero Manzoni et Lucio Fontana, qui s'intéresse à ses travaux et acquiert quelques superficie vibratile. Il collabore aussi avec Max Bill et Josef Albers. En 1964 il participe pour la première fois à la Biennale de Venise partageant une salle avec Enrico Castellani.
L'année suivante, il envoie à la documenta de Cassel une grande Superficie vibratile et en 1965 il participe à l'exposition The Responsive Eye au MoMA de New York, consacrée à l'art cinétique et optique, avec une œuvre acquise par le MoMA et retenue à l'affiche de l'exposition suivante The New Acquisitions.
Durant les années 1970, il voyage, surtout en Amérique du Sud, et dirige à la demande de Jesús-Rafael Soto le musée de Ciudad Bolivar. Il participe à la Biennale de Venise en 1984, 1986 et 1993 et expose aussi à la Triennale de Milan, au Kunsthaus Graz, au Palazzo delle Papesse à Sienne, à l'Académie de France à Rome, à la Biennale de Buenos Aires et à l'exposition itinérante Luce movimento e programmazione.
Ses œuvres les plus connues sont les superfici a testura variabile, où l'aluminium fraisé se présente de manière changeant selon l'angle de vision du spectateur.

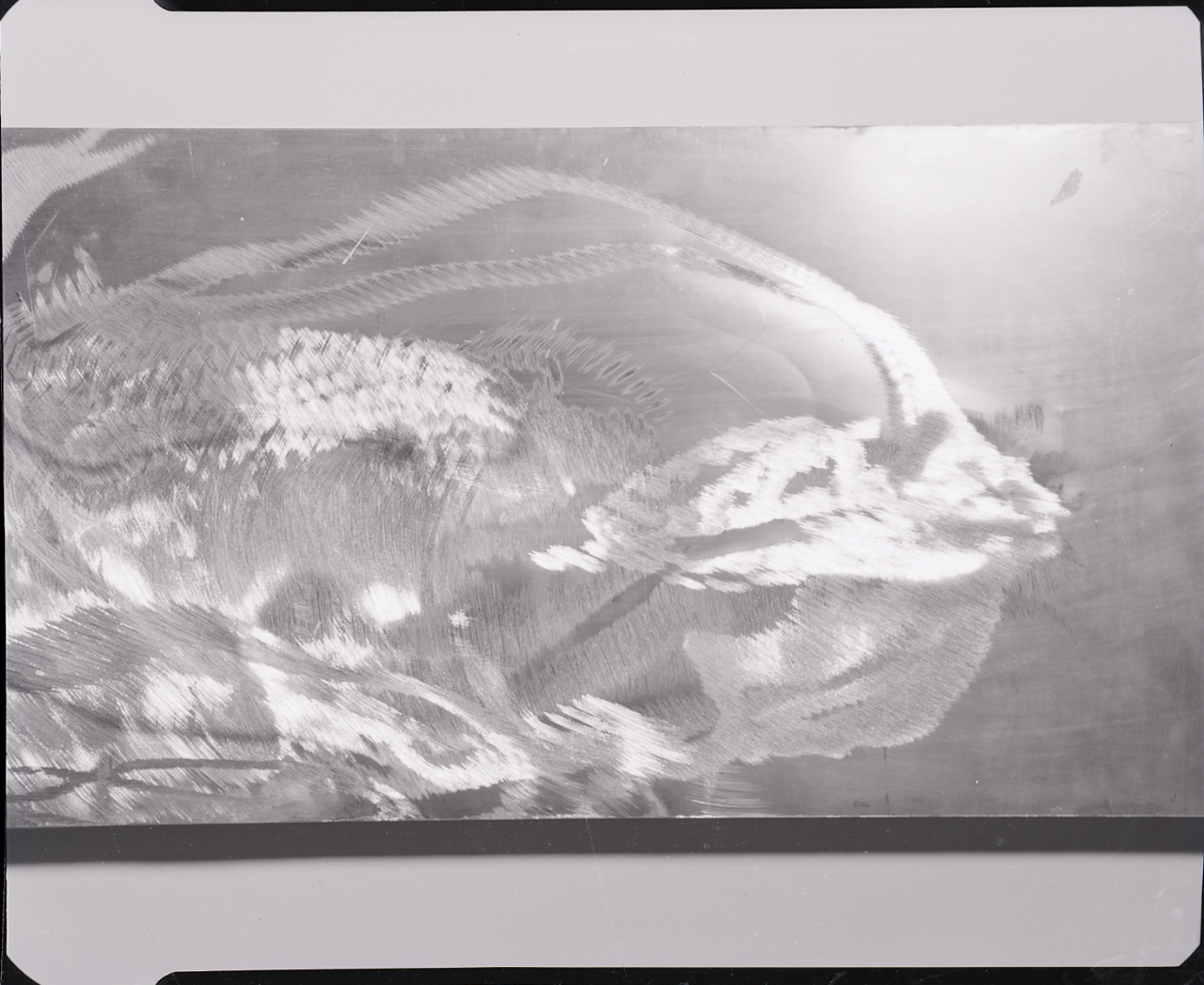
Panneau en métal fraisé. Photo de Paolo Monti, 1958 (fonds Paolo Monti, BEIC).
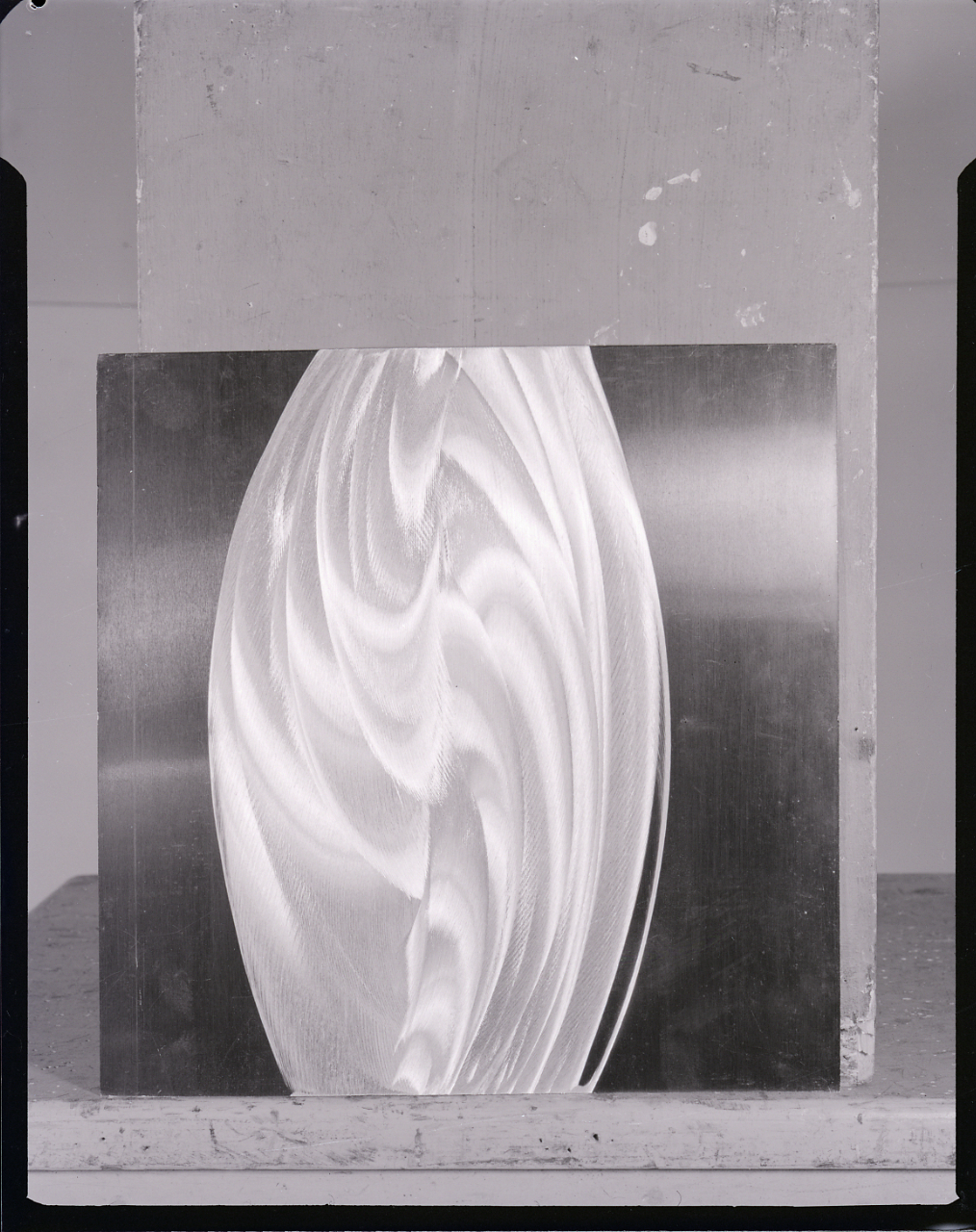
Pannelli in alluminio. Photo de Paolo Monti, 1963 (fonds Paolo Monti, BEIC).
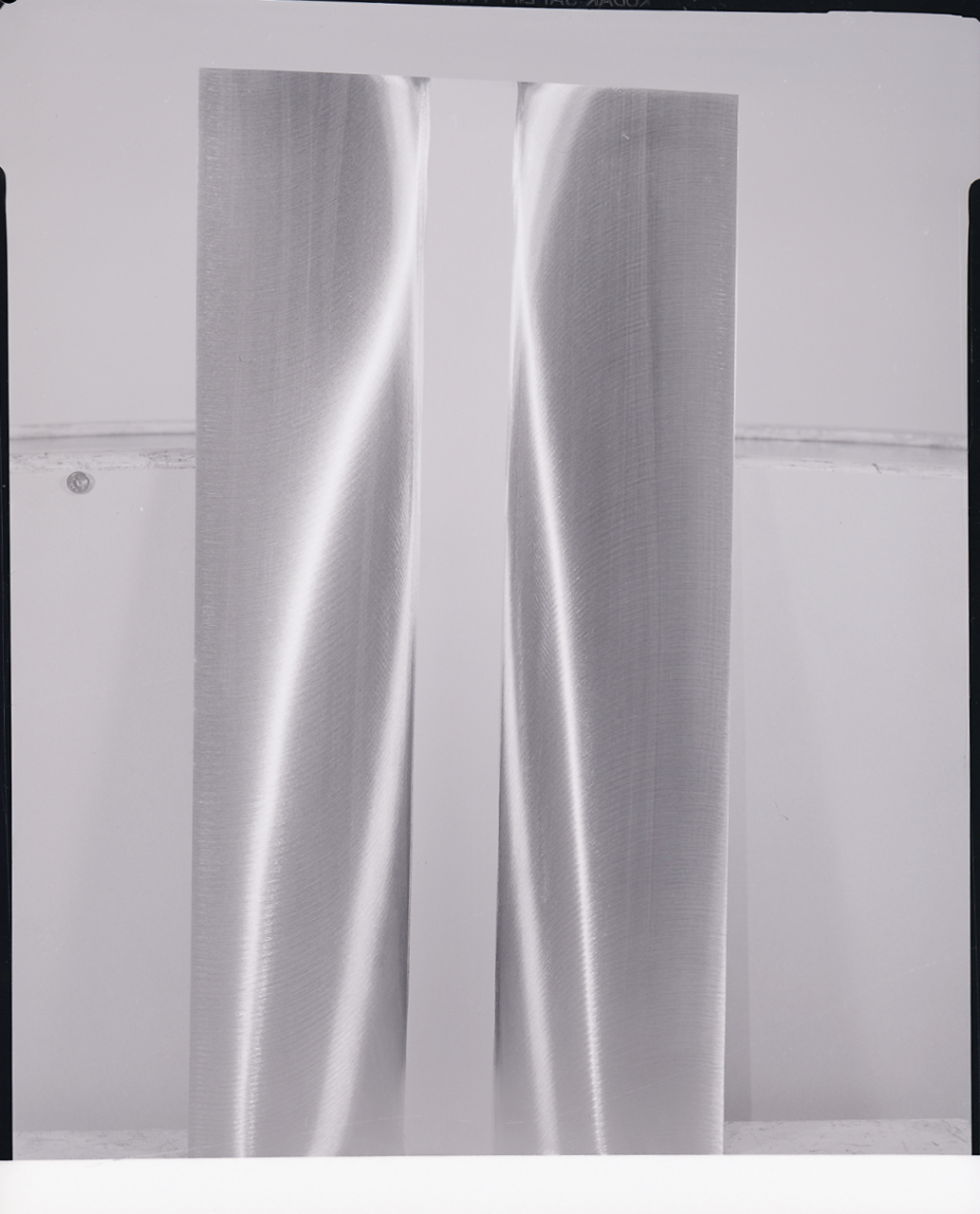
Pannelli in alluminio. Photo de Paolo Monti, 1963 (fonds Paolo Monti, BEIC).

D'autres œuvres sont les superfici cromodinamiche, où il étudie les interactions entre couleurs primaires, et les opere speculari, dans lesquelles il crée des anneaux illusoires sur des surfaces métalliques à reflet.
Alviani est l'auteur d'un livre sur Josef Albers (1988), il a publié avec Giancarlo Paulettoun livre sur Michel Seuphor (1987), et il a contribué avec ses photographies à un livre de G. Pauletto et M. A. Miller sur Richard Anuszkiewicz (1988).

## Publications
- (it) Getulio Alviani, Giancarlo Pauletto, Michel Seuphor,  Concordia Sette, Pordenone, 1987
- (it) Giancarlo Pauletto, Margaret A. Miller, Richard Anuszkiewicz: Opere 1961-1987, photographies de Getulio Alviani, Centro Iniziative Culturale, Pordenone, 1988
- (it) Getulio Alviani, Joseph Albers, L'arca edizioni, Pordenone, 1988,  (ISBN 978-8878380011)